# Dream Soccer '94
Dream Soccer '94 è un videogioco di calcio della casa Irem dedicato al Campionato mondiale di calcio 1994.
Il gioco ebbe un rilevante successo anche se già la concorrenza in questo campo cominciava a essere agguerrita.

## Modalità di gioco
Si inizia scegliendo una tra le nazionali a disposizione per cominciare la "scalata" verso l'ultimo livello. Non esiste una modalità a eliminazione diretta con gironi iniziali e via dicendo, ma per finire il gioco bisogna battere consecutivamente tutte le altre squadre. Una partita dura 3 minuti e in caso di parità si va direttamente ai rigori senza passare per i supplementari.
Ogni nazionale ha uno star player (giocatore più forte). Ogni 30 secondi lo star player si infiamma e quando effettua un tiro anche dalla lunga distanza, parte un pallone infuocato che nella maggior parte delle volte risulta imparabile.
Se avviene un fallo in area di rigore, viene battuto come se fosse una punizione.

## Nazionali a disposizione
- Argentina
- Brasile
- Colombia
- Inghilterra
- Francia
- Germania
- Italia
- Giappone (solo nella versione Japan m92)
- Paesi Bassi